# Königlich Bayerische Fliegertruppe

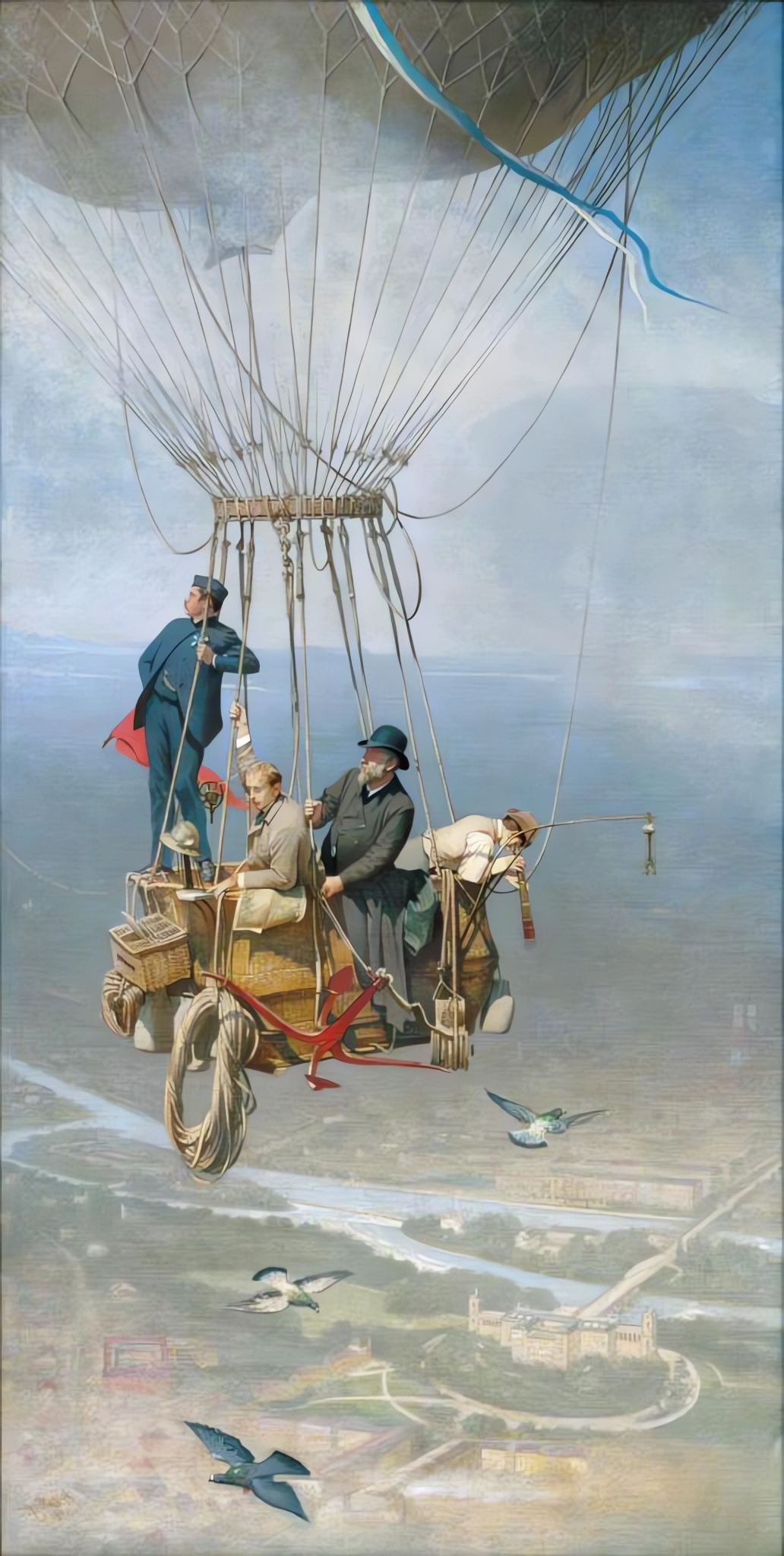
Gemälde von Theodor Pixis: „Tausend Meter über München“, 1890. Ganz links ist Karl von Brug dargestellt.

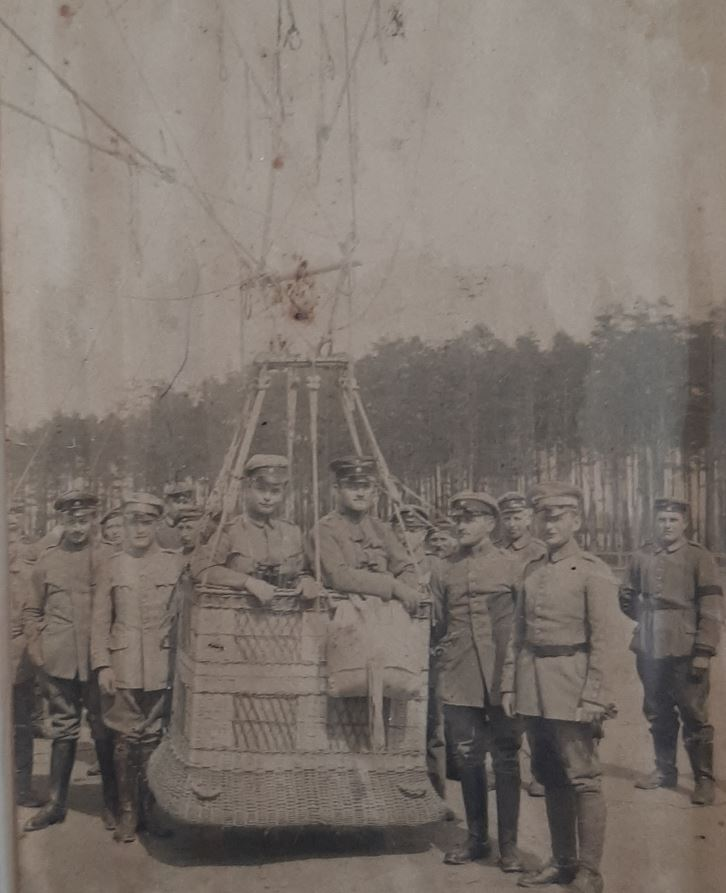
Ausbildung zum Luftschiffführer bei der Fliegerersatzabteilung 1 Oberschleissheim (1917)

Die (Königlich) Bayerische Fliegertruppe war von 1912 bis 1920 die Heeresfliegertruppe der Bayerischen Armee und bildete mit der Königlich Bayerischen Luftschifferabteilung die Luftstreitkräfte des Königreichs Bayern. Im Ersten Weltkrieg wurde die Truppe als Teil der deutschen Luftstreitkräfte eingesetzt und danach nach Vorgaben des Friedensvertrags von Versailles aufgelöst.
Keimzelle der Fliegertruppe war die 1912 geschaffene Militärfliegerstation Oberschleißheim (heute Flugplatz Schleißheim), wo bis Ende 1913 das 1. Königlich Bayerische Kraftfahrer- und Fliegerbataillon entstand, aus dem bei Kriegsausbruch die restliche Fliegertruppe hervorging. Daneben war in der pfälzischen Festung Germersheim bis zur Mobilmachung eine Festungsfliegerabteilung stationiert, diese wurde später in die Fliegertruppe integriert.

## Geschichte

### Aufstellung der bayerischen Fliegertruppe
Im Januar 1912 wurde von General Karl Ritter von Brug (1855–1923) bei der 1890 gegründeten bayerischen Kraftfahrer- und Luftschiffer-Abteilung in München-Oberwiesenfeld das erste bayerische Fliegerkorps-Kommando gebildet.
Es unterstand Rittmeister Luitpold Graf Wolffskeel von Reichenberg zu Uettingen (1879–1964), bald „Rittmeister der Lüfte“ genannt.
Am 1. April 1912 wurde daraus in der Militärfliegerstation Oberschleißheim eine Fliegerkompanie gebildet. Die Kompanie bestand aus vier Offizieren, acht Unteroffizieren und 50 Mann. Am 1. Oktober 1913 wurde die Einheit zum 1. Königlich Bayerischen Kraftfahrer- und Fliegerbataillon mit Fliegerkompanie und Fliegerschule erweitert. Die ersten Standardmaschinen der neu gebildeten Luftstreitkräfte wurden die von Gustav Otto gelieferten zweisitzigen Otto-Doppeldecker.

### Erster Weltkrieg
| Stichtag   | Einheiten | Flug- zeuge |
| ---------- | --------- | ----------- |
| 1.8.1914   | 4         | 22          |
| 31.12.1914 | 6         | 36          |
| 31.12.1915 | 10        | 58          |
| 31.12.1916 | 18        | 108         |
| 31.12.1917 | 36        | 306         |
| 11.11.1918 | 41        | 348         |

#### Kriegsbeginn
Dem Mobilmachungsplan für das Deutsche Heer von 1913 entsprechend wurde das Bataillon bei Mobilisierung am 1. August 1914 aufgelöst und die Einheiten auf andere Armeeverbände aufgeteilt.
Aus den an der Fliegerstation Oberschleißheim stationierten Truppen entstanden drei Feld-Fliegerabteilungen (1b, 2b und 3b) mit je sechs Flugzeugen, die auf das I., II. bzw. III. Königlich Bayerische Armee-Korps aufgeteilt  und zusammen mit dem Rest des Bayerischen Heeres an die westdeutsche Grenze verlegt wurden, in der Folge wurde die Bayerische Fliegertruppe nicht mehr geschlossen eingesetzt. Zudem entstand an der Fliegerstation Oberschleißheim die Flieger-Ersatzabteilung 1 b (b = bayerisch, Abkürzung: FEA I), deren Aufgabe die Ausbildung neuen Personals war.
Die in der pfälzischen Festung Germersheim stationierte Festungsfliegerabteilung wurde ebenfalls mobilisiert und kurz nach Kriegsbeginn zur Feld-Fliegerabteilung 4b umbenannt.
Bis zum Jahresende wurden zwei weitere Feld-Fliegerabteilungen aufgestellt und an die Front versetzt. In den folgenden Jahren stießen immer neue Einheiten an die Front (siehe Tabelle rechts), bis Kriegsende erreichte die Anzahl der eingesetzten Verbände 41 mit einer Stärke von insgesamt 348 Flugzeugen.

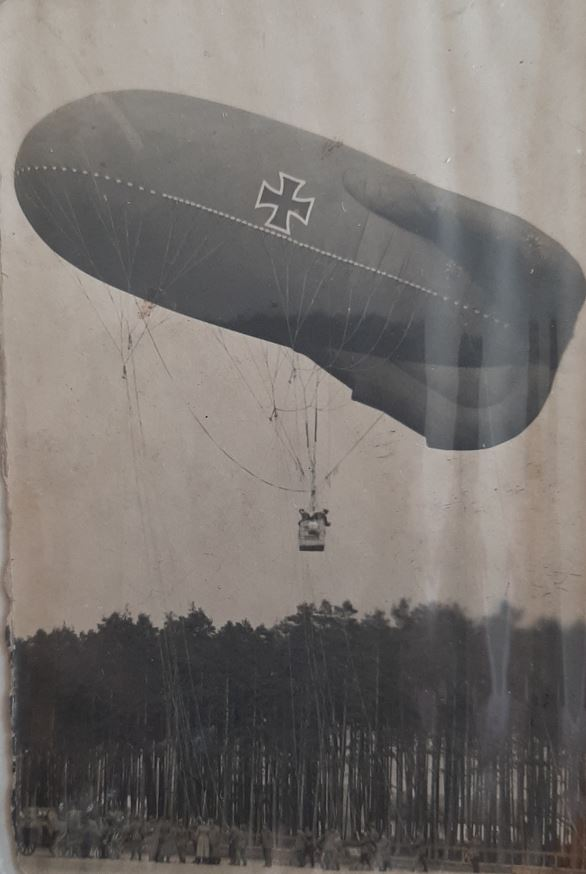
Feldluftschifferausbildung 1917 an der Fliegerersatzschule 1 in Oberschleissheim

Daneben wurden die Verbände zunehmend spezialisiert: Die Feld-Fliegerabteilungen des Jahres 1914 waren hauptsächlich für die Luftaufklärung konzipiert, aber sonst darauf ausgelegt, sämtliche ihnen zugewiesenen Rollen zu erfüllen. Im Verlauf des Krieges bildeten sich immer weitere Gliederungsformen, die anderen Anforderungsprofilen Rechnung trugen, sodass die Einheiten bis 1918 ausdifferenzierter wurden: Neue Fliegerabteilungen zum Einschießen der Artillerie wurden aufgestellt, Kampf- bzw. Schutzstaffeln sollten die eigenen Beobachtungsflugzeuge schützen bzw. Gegner am Boden angreifen. Es gab dann auch bereits eigene Jagdstaffeln für den Luftkampf sowie Bomberstaffeln.

#### Bau weiterer Fliegerstationen und -horste in Bayern
Während des Krieges wurden auf bayerischem Gebiet mehrere neue Militärflugplätze für das Ersatzheer geschaffen, hierfür bestand ein eigenes Fliegerbaubataillon. Diese Heeresflugplätze wurden zunächst als Fliegerstation, später als Fliegerhorst bezeichnet.
Unter dem Kommando der Flieger-Ersatzabteilung 1 b  wurden an diesen Standorten verschiedene Militärschulen geschaffen, im März 1917 wurde die Flieger-Ersatzabteilung 2b in Fürth ausgegliedert. Die folgende Tabelle stellt die Entwicklung der Standorte im Königreich Bayern dar:
| Einheit                                        | Standort                           | Jahr der Einrichtung | Anmerkung                                                            | Übergeordnete FEA (1918) |
| ---------------------------------------------- | ---------------------------------- | -------------------- | -------------------------------------------------------------------- | ------------------------ |
| Königlich Bayerische Militär-Fliegerschule I   | Oberschleißheim                    | 1912                 |                                                                      | FEA 1b                   |
| Flieger-Beobachterschule 1                     | Oberschleißheim                    | 1916                 |                                                                      | FEA 1b                   |
| Funkerschule                                   | Oberschleißheim                    | 1916                 |                                                                      | FEA 1b                   |
| Königlich Bayerische Militär-Fliegerschule II  | Lachen-Speyerdorf                  | 1916                 |                                                                      | FEA 1b                   |
| Königlich Bayerische Militär-Fliegerschule III | Fürth-Atzenhof                     | 1916                 | zunächst in Lagerlechfeld aufgestellt                                | FEA 2b                   |
| Königlich Bayerische Militär-Fliegerschule IV  | Lagerlechfeld                      | 1916                 |                                                                      | FEA 1b                   |
| Flieger-Beobachterschule 2                     | Lagerlechfeld                      | 1917                 | mit Flieger-Schützenschule                                           | FEA 1b                   |
| Königlich Bayerische Militär-Fliegerschule V   | Gersthofen-Gablingen               | 1917                 | unterstand FEA 2b                                                    | FEA 2b                   |
| Königlich Bayerische Militär-Fliegerschule VI  | Bamberg                            | 1917                 | unterstand erst FEA 1b, wurde im November 1917 der FEA 2b übertragen | FEA 2b                   |
| Königlich Bayerische Militär-Fliegerschule VII | Germersheim (ab 1918 in Kitzingen) | 1917                 | zog 1918 an den neu errichteten Fliegerhorst Kitzingen               | FEA 1b                   |
| Übungsflieger-Abteilung                        | Gebirgsfliegerstation Sonthofen    | 1917                 |                                                                      |                          |

Daneben wurde 1917 in Grafenwöhr ein Flugplatz samt Artillerie-Flieger-Kommando aufgestellt und beabsichtigt, eine Königlich Bayerische Artillerie-Fliegerschule aufzustellen.
Zudem bestand der bayerische Etappen-Flugzeugpark 6 b (später: Armee-Flugpark) bei der Armeeabteilung C.

#### Einsatz in den Alpen
Die Feld-Fliegerabteilung 9 b wurde nach dem Kriegseintritt Italiens am 23. Mai 1915 mit dem Deutschen Alpenkorps zur Unterstützung Österreich-Ungarns nach Tirol verlegt, aber schon im August 1915 an die Westfront abzogen. Die italienische Kriegserklärung an das Deutsche Reich erfolgte erst im 28. August 1916.

#### Einsatz an der Ostfront
Ab Juni 1916 lag die bayerische Feldfliegerabteilung 4 b unter Hauptmann Georg Haberl (1882–1952) zusammen mit der Feldfliegerabteilung 62 bei Kowel (Ukraine), um unter anderem die 11. Königlich Bayerische Infanteriedivision bei der Abwehr der Brussilow-Offensive in Wolhynien zu unterstützen. Sie wurde der Heeresgruppe Linsingen unterstellt. Im Juni 1916 verfügte die Feldfliegerabteilung 4 b über eine AGO C.I, mehrere LVG C.I und C.II und einige Roland C.II „Walfisch“  -Flugzeuge. Im August 1916 fand ein Fernflug der Feldfliegerabteilung 4 b von Kowel nach Kaunas/Kowno (Litauen) statt. Am 3. November 1916 besuchte König Ludwig III. (1845–1921) die bayerische Feldfliegerabteilung in Kowel. Nach dem Waffenstillstand im Osten wurde die bayerische Feldfliegerabteilung am 26./27. Dezember 1917 in die Champagne verlegt.

#### Westfront
Ab 1915/16 waren an der Westfront insgesamt neun bayerische Feld-Fliegerabteilungen (1 b bis 9 b) im Einsatz. Die Bezeichnungen wurden 1916/17 in Fliegerabteilung 45 b bis 48 b und Fliegerabteilung (Artillerie) 292 b bis 296 b verändert, und aus den bayerischen Artillerie-Fliegerabteilungen 101 b bis 103 b wurden die Fliegerabteilungen (Artillerie) 286 b bis 288 b gebildet.
1916 wurden die Jagdstaffeln 16 b, 23 b, 32 b, 34 b, 35 b sowie die Kampfstaffeln 31 b bis 36 b und 1917 die Jagdstaffeln 76 b bis 80 b gebildet. 1917 wurden außerdem die Fliegerabteilung 304 b, die Fliegerabteilungen (Artillerie) 288 b und 290 b und die Fliegerabteilung (Luftbild) 289 b neu aufgestellt.
An der Westfront operierten 1917/18 die bayerischen Fliegerabteilungen 45 b, 47 b und 48 b, die Fliegerabteilungen (Luftbild) 46 b und 289 b sowie die Fliegerabteilungen (Artillerie) 286 b bis 288 b, 290 b und 292 b bis 296 b sowie Jagd- und Kampfstaffeln. Außerdem waren zwei bayerische Kampfeinsitzerstaffeln, Ballonzüge (aufgestellt im Winter 1916/17) und Feldluftschiffer-Abteilungen (1 b bis 10 b und 56 b) im Einsatz. Die Kampfstaffeln und die ursprünglich Germersheimer Fliegerabteilung 47 b (ehemals 4 b) wurden 1918 in Schutzstaffel, wenig später in Schlachtstaffel 22 b bis 27 b und 31 b umbenannt.

#### Einsatz in Palästina

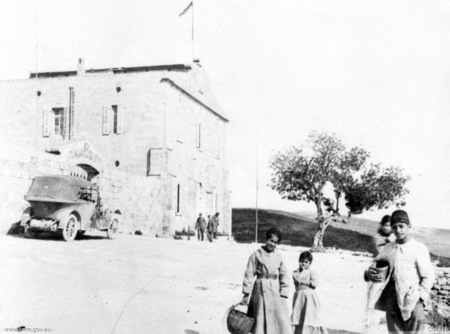
Deutsches Hauptquartier in Nazareth

Phönizischer Bäderexpress mit Baruch Katinka (am Motor) neben Franz Josef Walz (mit Moustache und Flugbrille auf der Stirn) und Hans Eduard von Heemskerck (mit Kragenpatten) wie weiteren Soldaten

Am 20. Juli 1917 wurde in Oberschleißheim eine neue bayerische Fliegerabteilung 304 b aufgestellt. Diese wurde am 25. August 1917 mit 277 bayerischen Soldaten und ca. 300 Tonnen Material auf den Kriegsschauplatz Palästina verlegt und dem deutschen Asien-Korps der osmanisch-türkischen Heeresgruppe Yıldırım zugeteilt (als Teil des Expeditionskorps Pascha II). Leiter der Abteilung war Hauptmann Franz Josef Walz (1885–1945). Die Einsätze gegen Briten und Araber dienten vor allem der Luftaufklärung, aber auch der Abwehr gegnerischer Flugzeuge – besonders zum Schutz der Hedschasbahn – und der Bombardierung von militärischen Zielen. Es handelt sich um das bestdokumentierte Unternehmen der bayerischen Fliegertruppe im Ersten Weltkrieg.
Auf dem Weg nach Palästina verbrannten fünf Flugzeuge der Abteilung am 6. September 1917 bei einem Sabotageakt im Bahnhof Haydarpaşa in Konstantinopel. Die Einheit traf im Oktober 1917 in Be’er Scheva (Beerscheba) ein und wurde am 25. Oktober im Dorf Iraq al-Manshiyya (etwa 30 km nordöstlich von Gaza auf dem Gebiet des heutigen Kirjat Gat) stationiert. Nachdem die Briten am 31. Oktober 1917 Beerscheba erobert und Anfang November in der Dritten Schlacht um Gaza gesiegt hatten, mussten die sechs flugtauglichen Maschinen Iraq al-Manshiyya am 9. November Richtung Norden verlassen, das Material wurde in Ochsenkarren abtransportiert. Die Einheit operierte zunächst vom Wadi Serrar (Nachal Soreq) aus, bevor sie Ende 1917 in Merchavya bei Afula (el-Fule) in der Nähe von Nazareth war. Um ihre dienstfreie Zeit in Haifa verbringen zu können, bauten sich die Soldaten als Transportmittel den so genannten phönizischen Bäderexpress.
Auf dem Rückzug befand sich die Abteilung Mitte September 1918 in Aleppo. Nach dem Waffenstillstand zwischen den osmanisch-deutschen Streitkräften und der britischen Armee am 31. Oktober 1918 kehrte der Rest der Truppe im Januar 1919 nach Deutschland zurück.
Kriegsgräber gefallener Soldaten finden sich vor allem dem deutschen Soldatenfriedhof Nazareth und auf dem Zionsfriedhof zu Jerusalem.

#### Kriegsende, Auflösung der bayerischen Fliegertruppe
Bis zum Ende des Ersten Weltkriegs hatte die Bayerische Fliegertruppe 933 Tote und Vermisste zu beklagen, wovon rd. ein Drittel in der Heimat zu Tode kam, zu einem großen Teil bei Abstürzen.

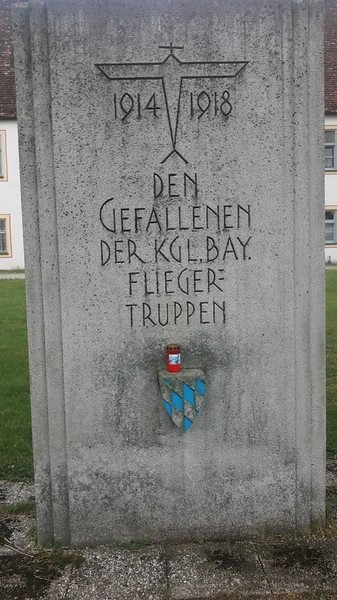
Denkmal für die im Ersten Weltkrieg Gefallenen der Königlich Bayerischen Fliegertruppe vor dem Alten Schloss Schleißheim

Am 8. Mai 1920 wurde die bayerische Fliegertruppe infolge des Versailler Vertrages offiziell aufgelöst.

#### Denkmal für bayerische Flieger des Ersten Weltkrieges
Vor dem Alten Schloss Schleißheim erinnert ein „Fliegerdenkmal“ an die toten und vermissten Flieger. Auf dem Plan von Schloss Schleißheim ist es nicht verzeichnet.  
Ein Denkmal für gefallene deutsche Piloten im Ersten Weltkrieg steht auch in Dschenin (Palästinensisches Autonomiegebiet).

## Eingesetzte Flugzeuge
Die Bayerische Fliegertruppe setzte verschiedene Flugzeuge ein, die im Laufe des Ersten Weltkriegs aber recht rasch veralteten und durch neue Modelle ersetzt wurden. Die folgende Tabelle gibt einen Überblick über die verwendeten Typen.
| Typ | Hersteller                  | Modell (Ausführungen)                | Rolle                                                                                             | Besatzung | Ab   | Bis  | Bewaffnung                                               | Anmerkungen                                     |
| --- | --------------------------- | ------------------------------------ | ------------------------------------------------------------------------------------------------- | --------- | ---- | ---- | -------------------------------------------------------- | ----------------------------------------------- |
|     | August Euler                | Euler Doppeldecker                   |                                                                                                   |           |      |      |                                                          | nicht eingesetzt                                |
|     | Karl Wildt                  | Wildt Land-Eindecker                 |                                                                                                   |           |      |      |                                                          | nicht eingesetzt                                |
|     | Gustav Otto                 | Otto Doppeldecker                    | Schulflugzeug                                                                                     | 2         | 1912 | 1916 |                                                          |                                                 |
| B   | Luftverkehrsgesellschaft    | LVG B-Typen                          | Beobachtungsflugzeug, Schulflugzeug                                                               | 2         | 1915 | 1918 |                                                          | Gegen Ende nur noch als Schulflugzeug verwendet |
| A   | Pfalz-Flugzeugwerke         | Pfalz A (A.I, A.II)                  | Beobachtungsflugzeug, Artilleriebeobachtung, ab 1915 Schulflugzeug                                | 2         | 1914 |      |                                                          |                                                 |
| B   | Albatros Flugzeugwerke      | Albatros B (B.I, B.II)               | Beobachtungsflugzeug, ab 1915 Schulflugzeug                                                       | 2         | 1914 |      |                                                          |                                                 |
| C   | Albatros Flugzeugwerke      | Albatros C (C.I, C.III, C.VII)       | Jagdaufklärer, leichter Bomber, Artilleriebeobachtung Schulflugzeug (bei Ersatz durch neue Typen) | 2         | 1915 | 1918 | C.I 1 MG: 7,92 mm, Bomben C.II/VII: 2 MG 7,92 mm, Bomben | ab 1917: Schulflugzeug C.Ia                     |
| C   | Luftverkehrsgesellschaft    | LVG C (C.II, C.V,VI)                 | Beobachtungsflugzeug, Artilleriebeobachter, leichter Bomber                                       | 2         | 1915 | 1918 | 2 MG 7,92 mm, Bomben                                     |                                                 |
| C   | Rumpler-Werke               | Rumpler C (C.I, C.III, C.IV, C.VII)  | Fernaufklärer, leichter Bomber, später tw. Schulflugzeug                                          | 2         | 1915 | 1918 | 2 MG 7,92 mm, Bomben                                     | C.VII: Fotoaufklärer                            |
| C   | AGO Flugzeugwerke           | AGO C.I                              | Beobachtungsflugzeug, Schulflugzeug                                                               | 2         | 1915 |      | 1 MG: 7,92 mm                                            | Druckpropeller                                  |
| C   | AEG                         | AEG C.IV                             | Beobachtungsflugzeug                                                                              | 2         | 1916 |      | 2 MG 7,92 mm                                             |                                                 |
| C   | Luftfahrzeug-Gesellschaft   | LFG Roland C.II                      | Beobachtungsflugzeug, leichter Bomber                                                             | 2         | 1916 |      | 2 MG 7,92 mm, Bomben                                     | Fotoaufklärer                                   |
| C   | Deutsche Flugzeug-Werke     | DFW C.V                              | Beobachtungsflugzeug, leichter Bomber, Begleitschutz                                              | 2         | 1917 | 1918 | 2 MG 7,92 mm, Bomben                                     |                                                 |
| C   | Halberstädter Flugzeugwerke | Halberstadt C.V                      | Fernaufklärer                                                                                     | 2         | 1918 | 1918 | 2 MG 7,92 mm, Bomben                                     | Fotoaufklärer                                   |
| CL  | Halberstädter Flugzeugwerke | Halberstadt CL.II                    | Begleitschutz, Erdkampfflugzeug                                                                   | 2         | 1917 | 1918 | 2, später 3 MG 7,92 mm, Bomben                           |                                                 |
| CL  | Hannoversche Waggonfabrik   | Hannover CL (CL.II, CL.III, CL.IIIa) | Begleitschutz, Erdkampfflugzeug                                                                   | 2         | 1917 | 1918 | 2 MG 7,92 mm, Bomben                                     |                                                 |
| J   | AEG                         | AEG J (J.I, J.II)                    | Erdkampfflugzeug                                                                                  | 2         | 1917 | 1918 | 3 MG 7,92 mm, Bomben                                     |                                                 |
| J   | Albatros Flugzeugwerke      | Albatros J.I                         | Erdkampfflugzeug                                                                                  | 2         | 1917 | 1918 | 3 MG 7,92 mm, Bomben                                     |                                                 |
| J   | Junkers & Co.               | Junkers J.I                          | Erdkampfflugzeug                                                                                  | 2         | 1917 | 1918 | 3 MG 7,92 mm, Bomben                                     |                                                 |
| E   | Fokker                      | Fokker E (E.I–IV)                    | Jagdflugzeug                                                                                      | 1         | 1915 | 1916 | 1, später 2 MG 7,92 mm                                   |                                                 |
| E   | Pfalz-Flugzeugwerke         | Pfalz E (E.I-V)                      | Jagdflugzeug                                                                                      | 1         | 1915 | 1916 | 1 MG 7,92 mm                                             |                                                 |
| D   | Albatros Flugzeugwerke      | Albatros D (D.I, D.II, D.III, D.V)   | Jagdflugzeug                                                                                      | 1         | 1916 | 1918 | 2 MG 7,92 mm                                             |                                                 |
| D   | Fokker                      | Fokker D (D.II, D.VII)               | Jagdflugzeug                                                                                      | 1         | 1916 | 1918 | 1, später 2 MG 7,92 mm                                   |                                                 |
| Dr  | Fokker                      | Fokker Dr.I                          | Jagdflugzeug                                                                                      | 1         | 1917 | 1918 | 2 MG 7,92 mm                                             |                                                 |
| D   | Luftfahrzeug-Gesellschaft   | LFG Roland D (D.II, D.VI)            | Jagdflugzeug                                                                                      | 1         | 1916 | 1918 | 2 MG 7,92 mm                                             |                                                 |
| D   | Pfalz-Flugzeugwerke         | Pfalz D (D.IIIa, D.XII)              | Jagdflugzeug                                                                                      | 1         | 1917 | 1918 | 2 MG 7,92 mm                                             |                                                 |
| G   | Flugzeugbau Friedrichshafen | Friedrichshafen G.III                | Bomber                                                                                            | 3         | 1917 | 1918 | 2 bis 4 MG 7,92 mm                                       |                                                 |

## Bedeutung für die Luftbildarchäologie
Die wissenschaftliche Auswertung von Luftbildkamera-Bildern der bayerischen Fliegerabteilung 304 b aus dem Ersten Weltkrieg ist heute wichtig für die Luftbildarchäologie des Vorderen Orients, da viele Orte im Libanon, in Syrien, in Israel und in den Palästinensischen Autonomiegebieten inzwischen überbaut wurden. 1925 wurden 100 der Fliegerbilder vom Professor für Altes Testament und Leiter des später nach ihm benannten Instituts für biblische Landes- und Altertumskunde in Greifswald Gustaf Dalman veröffentlicht, 2.872 Glasplatten mit Städte- und Landschaftsaufnahmen befinden sich heute im Bayerischen Hauptstaatsarchiv, Abt. IV Bayerisches Kriegsarchiv, in München; dort liegt auch das Kriegstagebuch der Abteilung 304 vom 24. Juli 1917 bis 3. April 1919.

## Bedeutung für die Kunstgeschichte
1916 wurde Paul Klee (1879–1940) zur Flieger-Ersatzabteilung nach Oberschleißheim versetzt und als Anstreicher für Flugzeuge beschäftigt. 1917 kam er als Schreiber an die Fliegerschule in Gersthofen. Man hat kunstgeschichtlich untersucht, wie sich Eindrücke aus der Fliegerei in Thematik und farblicher Gestaltung von Klees Bildern niederschlagen.

## Medien
- Staatliche Archive Bayerns, Bildsammlung Palästina, Digitalisierter Bestand
- Andreas Bönte, Die vergessene Mission. Eine bayerische Fliegerstaffel im Ersten Weltkrieg, TV-Dokumentation von 2005, Ausstrahlung im TV-Sender Phoenix am 18. März 2005, 20. und 21. Januar 2006 und im BR-Fernsehen am 12. und 14. September 2005
- Andreas Bönte, Die vergessene Mission, Hörfunkfeature von 2005, Ausstrahlung im Bayern2Radio am 10. September 2005